# 古代音樂

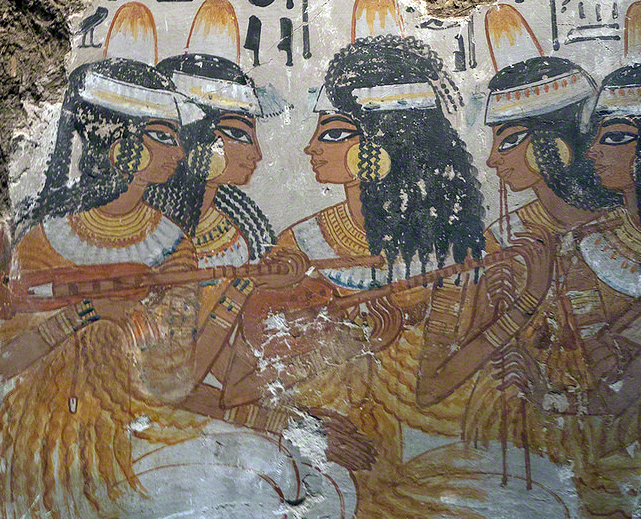
古埃及的音樂演奏者

古代音乐是指古代世界的音乐文化。古代音樂继承自史前音乐并一直持续至后古代，古代音乐以古中国（商朝、周朝、秦朝和汉朝）、古埃及（古王國時期、中王國時期和新王國時期）、古風時期的古希腊、古典希臘時期和希臘化時代、古印度（孔雀王朝、巽伽王朝、甘婆王朝、貴霜帝國、百乘王朝、安息帝國王朝和笈多王朝）、波斯（米底王国、阿契美尼德帝国、塞琉古帝国、安息帝国和萨珊王朝）、瑪雅文明、美索不达米亚和古罗马（罗马共和国和羅馬帝國）的音樂為代表。古代音乐常常以單音音樂、即興演奏为特征。